# 普莱西德鲁瓦
普莱西德鲁瓦（法語：Plessis-de-Roye，法語發音：[plɛsi də ʁwa]）是法国瓦兹省的一个市镇，属于贡比涅区。

## 地理
普莱西德鲁瓦（49°34'42"N, 2°49'54"E）面积6.2 平方千米，位于法国上法蘭西大區瓦兹省，该省份为法国北部内陆省份，北起索姆省，西接厄尔省和滨海塞纳省，南至塞纳-马恩省和瓦兹河谷省，东临埃纳省。
与普莱西德鲁瓦接壤的市镇（或旧市镇、城区）包括：马河畔卡尼、迪沃、居里、拉西尼、马勒伊拉莫特、蒂耶斯库尔。

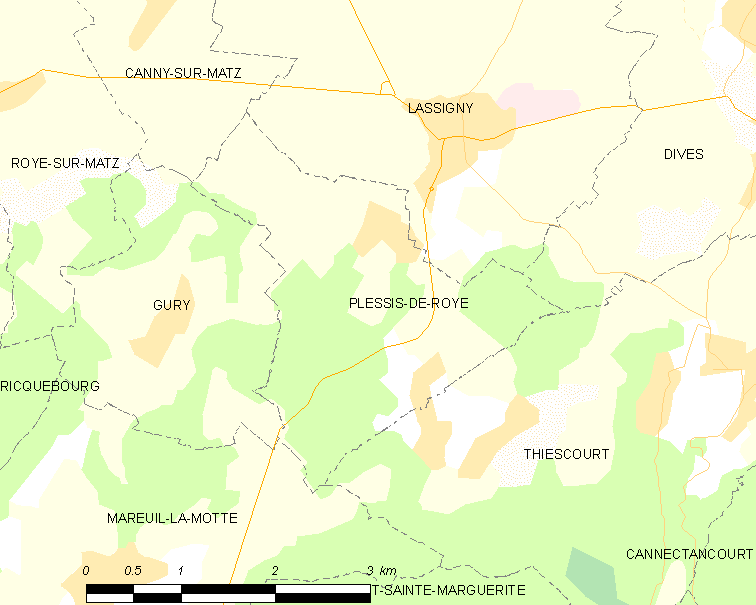
普莱西德鲁瓦的OSM定位图

普莱西德鲁瓦的时区为UTC+01:00、UTC+02:00（夏令时）。

## 行政
普莱西德鲁瓦的邮政编码为60310，INSEE市镇编码为60499。

## 政治
普莱西德鲁瓦所属的省级选区为图罗特县。

## 人口

1962-2008年间普莱西德鲁瓦人口变化图示

普莱西德鲁瓦于2022年1月1日时的人口数量为240人。